# Libanon op de Olympische Winterspelen 1984
Tijdens de Olympische Winterspelen van 1984, die in Sarajevo (Joegoslavië) werden gehouden, nam Libanon voor de tiende keer deel.

## Deelnemers en resultaten

### Alpineskiën
| Olympiër            | Discipline       | Resultaat | Prestatie                          |
| ------------------- | ---------------- | --------- | ---------------------------------- |
| Sotirios Axiotiades | reuzenslalom (m) | 62e       | 3.40,62 (+59,44) 1.46,67+1.53,95   |
| Sotirios Axiotiades | slalom (m)       | dnf-2     | opgave run 2                       |
| Nabil Khalil        | reuzenslalom (m) | 66e       | 3.47,69 (+1.06,51) 1.48,38+1.59,31 |
| Nabil Khalil        | slalom (m)       | 39e       | 2.28,27 (+48,86) 1.14,54+1.13,73   |
| Edward Samen        | reuzenslalom (m) | 72e       | 3.57,85 (+1.16,67) 1.52,51+2.05,34 |
| Edward Samen        | slalom (m)       | 42e       | 2.39,09 (+59,68) 1.19,93+1.19,16   |
| Tony Sukkar         | reuzenslalom (m) | 58e       | 3.29,03 (+47,85) 1.43,48+1.45,55   |
| Tony Sukkar         | slalom (m)       | dnf-1     | opgave run 1                       |

Andorra · Argentinië · Australië · België · Bolivia · Bondsrepubliek Duitsland · Britse Maagdeneilanden · Bulgarije · Canada · Chili · China · Chinees Taipei · Costa Rica · Cyprus · Duitse Democratische Republiek · Egypte · Finland · Frankrijk · Griekenland · Groot-Brittannië · Hongarije · IJsland · Italië · Japan · Joegoslavië · Libanon · Liechtenstein · Marokko · Mexico · Monaco · Mongolië · Nederland · Nieuw-Zeeland · Noord-Korea · Noorwegen · Oostenrijk · Polen · Puerto Rico · Roemenië · San Marino · Senegal · Sovjet-Unie · Spanje · Tsjecho-Slowakije · Turkije · Verenigde Staten · Zuid-Korea · Zweden · Zwitserland